# 约斯塔·奥尔松
约斯塔·奥尔松（瑞典語：Gösta Olson，1883年5月10日—1966年1月23日），瑞典男子体操运动员。他曾获得1908年夏季奥运会体操比赛男子团体全能金牌。他在该届奥运会也参加了击剑比赛。